# 中葡文化周
中葡文化周（葡萄牙語：Semana Cultural da China e dos Países de Língua Portuguesa），全稱中國─葡語國家文化週，創辦於2008年，由中葡論壇（澳門）常設秘書處主辦，民政總署、澳門旅遊局協辦，活動目的是進一步加強中國與葡語國家之間的文化交流，增進雙互之間瞭解和友誼。初期依附葡韻嘉年華一起舉辦，到2012年獨立成一個活動周。

## 歷史
葡韻嘉年華已踏入第十一屆，為進一步推動中國與葡語國家文化及藝術交流，日期由過去的3日延長為一周，分別在本澳及氹仔多個地點舉行。活動由民政總署、中國與葡語國家經貿合作論壇常設秘書處及旅遊局合辦，2008葡韻嘉年華——中國葡語國家文化周主辦單位邀請葡語國家及葡萄牙著名歌手及音樂組合來澳演出。現場並設葡萄牙傳統遊戲供居民及遊客試玩。為加深中葡文化交流，更新增葡語電影欣賞會、著名葡萄牙畫家畫展及巴西各地藝術畫展等。
第四屆中國——葡語國家文化周於10月12至21日一連十日在澳門半島及氹仔多區舉行。邀請新疆及九個葡語系國家地區的藝團參與，帶來葡語國家美食推介及大型歌舞巡遊等精彩活動。舉辦葡韻嘉年華和中葡語國家文化周活動，是中葡論壇第三屆部長級會議簽署的經貿合作行動綱領的其中一項合作內容，活動得到多個葡語國家的藝術文化團體大力支持。
為慶祝中葡論壇（澳門）第四屆部長級會議及中葡論壇踏入十周年，有關單位舉辦第五屆中國——葡語國家文化周，10月28日至11月7日在澳門半島及氹仔多處舉行。文化周由中葡國家經貿合作論壇常設秘書處主辦、民政總署及旅遊局協辦，會邀請安徽省及10個葡語系國家地區的藝團參與，帶來大巡遊、手工藝展示、歌舞表演、美食、文獻及攝影展等精彩活動，展現澳門中西交融的文化特性。葡語國家現代藝術作品展於29日在龍環葡韻住宅式展覽館開幕，展出7位葡語系藝術家獨特的創意風格和精湛的畫工。中國及葡語國家藝團歌舞表演會是29日至31日在議事亭前地舉行，安徽省歌舞團及10個葡語系國家帶來風格各異的表演。熱鬧歡樂的本地、中國及葡語國家藝團大巡遊，就11月3日在大三巴至議事亭前地舉行，巡遊隊伍人數達200人。為記錄中葡文化盛事，並舉辦文化周攝影比賽，作品內容以今屆文化周活動為題。
2015年文化周以歡樂匯聚文化城為主題，活動集中葡美食、手工藝、話劇、歌舞及展覽等精彩項目於一體，邀請95名歌舞表演家、5名藝術家、5名廚師、12名手工藝師及18名話劇表演者，共135名來自9個葡語國家及地區、廣東省汕頭市及澳門的著名藝術家和演藝團相聚濠江，共襄中葡文化盛會。
作為年度盛會，在過去活動基礎上，2018年首度於10月13日至18日在澳門漁人碼頭舉辦，當中以多角度體驗的中葡文化匯聚漁人碼頭大型文化活動為今屆文化週亮點。活動現場將設有中國及葡語國家藝團歌舞表演、中國及葡語國家手工藝市集、葡語國家產品展銷攤位、推廣葡語國家文化的互動攤位、工作坊、有關中葡論壇（澳門）大事記及葡語國家人民風情的展覽，以及無形橋·匯聚點——中國與葡語國家藝術攝影聯展。此外，來自葡語國家的大廚在漁人碼頭四家餐廳獻上葡語國家和地區的佳餚美食。
由中國——葡語國家經貿合作論壇（澳門）常設秘書處主辦的第十一屆中國——葡語國家文化周10月12日至18日舉行。2019年適逢澳門回歸祖國二十周年以及中葡建交四十周年，今屆文化周繼續以絲路經濟帶，中葡文化路為主題，邀請河北省及葡語國家的表演藝團、廚師相聚澳門。
受到新冠肺炎疫情的影響，第十二屆中國——葡語國家文化周首次以線上和線下兩種方式同時舉行，其中線上的內容將於10月22日率先啟播。為了能讓全球觀眾以不同形式感受與體驗多元的中葡文化，常設秘書處設立文化周專題網站，同時附設在中葡論壇新網站，網站提供分別來自山東省、安哥拉、巴西、佛得角、幾內亞比紹、莫桑比克、葡萄牙、聖多美和普林西比、東帝汶、果阿·達曼和第烏和澳門共11個國家和地區的近40場次的文藝精品，展現中國與葡語國家（地區）歌舞藝術、手工藝、烹飪美食和文化風采。壓軸活動為1+3展覽，於10月19至12月6日在中國與葡語國家商貿合作服務平台綜合體舉行，『1』是中葡論壇成果展，介紹中葡論壇發展歷程和成果，並展示葡語國家的文化風情及產品。『3』是三個藝術家作品展，分別是葡萄牙藝術家拉奎爾·格拉里路(Raquel Gralheiro)、本地藝術家馬偉圖(Alexandre Marreiros)和東帝汶藝術家Bernardino Soares。前兩者用畫作表達藝術的張力，後者則以寫實攝影照片，來呈現東帝汶的人文面貌。

## 歷年活動時間
| 屆數                           | 舉辦日期                                                  | 地點                           | 受邀葡語國家                                                                                  | 代表中國出席的省份             | 備注                                     |                                |                                |
| 葡韻嘉年華—中國—葡語國家文化週 | 葡韻嘉年華—中國—葡語國家文化週                            | 葡韻嘉年華—中國—葡語國家文化週 | 葡韻嘉年華—中國—葡語國家文化週                                                                | 葡韻嘉年華—中國—葡語國家文化週 | 葡韻嘉年華—中國—葡語國家文化週           | 葡韻嘉年華—中國—葡語國家文化週 | 葡韻嘉年華—中國—葡語國家文化週 |
| ------------------------------ | --------------------------------------------------------- | ------------------------------ | --------------------------------------------------------------------------------------------- | ------------------------------ | ---------------------------------------- | ------------------------------ | ------------------------------ |
| 第一屆                         | 2008年11月3日至9日                                        | 氹仔舊城區                     | 安哥拉、巴西、佛得角、幾內亞比紹、莫桑比克、葡萄牙、東帝汶、聖多美和普林西比、果阿·達曼和第烏 | 遼寧省                         |                                          |                                |                                |
| 第二屆                         | 2010年10月22日至29日                                      | 氹仔舊城區                     | 安哥拉、巴西、佛得角、幾內亞比紹、莫桑比克、葡萄牙、東帝汶、聖多美和普林西比、果阿·達曼和第烏 | 四川省                         |                                          |                                |                                |
| 第三屆                         | 2011年10月20日至30日                                      | 氹仔舊城區                     | 安哥拉、巴西、佛得角、幾內亞比紹、莫桑比克、葡萄牙、東帝汶、聖多美和普林西比、果阿·達曼和第烏 | 吉林省                         |                                          |                                |                                |
| 中國—葡語國家文化週            |                                                           |                                |                                                                                               |                                |                                          |                                |                                |
| 第四屆                         | 2012年10月12日至18日                                      | 氹仔舊城區                     | 安哥拉、巴西、佛得角、幾內亞比紹、莫桑比克、葡萄牙、東帝汶、聖多美和普林西比、果阿·達曼和第烏 | 新疆維吾爾自治區               | 今屆開始與葡韻嘉年華脫離成獨立活動       |                                |                                |
| 第五屆                         | 2013年10月28日至11月7日                                   | 氹仔舊城區                     | 安哥拉、巴西、佛得角、幾內亞比紹、莫桑比克、葡萄牙、東帝汶、聖多美和普林西比、果阿·達曼和第烏 | 安徽省                         |                                          |                                |                                |
| 第六屆                         | 2014年10月25日至30日                                      | 氹仔舊城區                     | 安哥拉、巴西、佛得角、幾內亞比紹、莫桑比克、葡萄牙、東帝汶、聖多美和普林西比、果阿·達曼和第烏 | 浙江省                         |                                          |                                |                                |
| 第七屆                         | 2015年10月16日至25日                                      | 氹仔舊城區                     | 安哥拉、巴西、佛得角、幾內亞比紹、莫桑比克、葡萄牙、東帝汶、聖多美和普林西比、果阿·達曼和第烏 | 廣東省                         |                                          |                                |                                |
| 第八屆                         | 2016年10月24日至30日                                      | 氹仔舊城區                     | 安哥拉、巴西、佛得角、幾內亞比紹、莫桑比克、葡萄牙、東帝汶、聖多美和普林西比、果阿·達曼和第烏 | 雲南省                         |                                          |                                |                                |
| 第九屆                         | 2017年10月14日至22日                                      | 氹仔舊城區                     | 安哥拉、巴西、佛得角、幾內亞比紹、莫桑比克、葡萄牙、東帝汶、聖多美和普林西比、果阿·達曼和第烏 | 廣西壯族自治區                 |                                          |                                |                                |
| 第十屆                         | 2018年10月9日、13日至18日                                 | 澳門漁人碼頭                   | 安哥拉、巴西、佛得角、幾內亞比紹、莫桑比克、葡萄牙、東帝汶、聖多美和普林西比、果阿·達曼和第烏 | 貴州省從江縣                   |                                          |                                |                                |
| 第十一屆                       | 2019年10月12日至18日                                      | 澳門漁人碼頭                   | 安哥拉、巴西、佛得角、幾內亞比紹、莫桑比克、葡萄牙、東帝汶、聖多美和普林西比、果阿·達曼和第烏 | 河北省                         |                                          |                                |                                |
| 第十二屆                       | 2020年10月22日（網上活動）、11月19日至12月6日（展覽活動） | 澳門漁人碼頭                   | 安哥拉、巴西、佛得角、幾內亞比紹、莫桑比克、葡萄牙、東帝汶、聖多美和普林西比、果阿·達曼和第烏 | 山東省                         | 疫情爆發三年連續以網上和展覽形式同時舉行 |                                |                                |
| 第十三屆                       | 2021年11月12日（網上活動）、6月11日至12月31日（展覽活動） | 澳門漁人碼頭                   | 安哥拉、巴西、佛得角、幾內亞比紹、莫桑比克、葡萄牙、聖多美和普林西比、東帝汶                  | 安徽省                         | 疫情爆發三年連續以網上和展覽形式同時舉行 |                                |                                |
| 第十四屆                       | 2022年11月18日（網上活動）、11月18至20日（展覽活動）      | 澳門漁人碼頭                   | 安哥拉、巴西、佛得角、幾內亞比紹、莫桑比克、葡萄牙、聖多美和普林西比、東帝汶                  | 浙江省                         | 疫情爆發三年連續以網上和展覽形式同時舉行 |                                |                                |
| 第十五屆                       | 2023年10月19日至25日                                      | 澳門旅遊塔                     | 安哥拉、巴西、佛得角、幾內亞比紹、莫桑比克、葡萄牙、聖多美和普林西比、東帝汶                  | 雲南省                         |                                          |                                |                                |
| 第十六屆                       | 2024年10月17日至20日                                      | 澳門漁人碼頭                   | 安哥拉、巴西、佛得角、幾內亞比紹、莫桑比克、葡萄牙、聖多美和普林西比、東帝汶                  | ——                             |                                          |                                |                                |

## 外部連結
- 中國—葡語國家文化週官方網站 （页面存档备份，存于）